# Smyrna (Tennessee)
Pour les articles homonymes, voir Smyrna.
Smyrna est une ville du comté de Rutherford au Tennessee, États-Unis, au sud-est de Nashville.
La population était de 39 974 habitants en 2010.

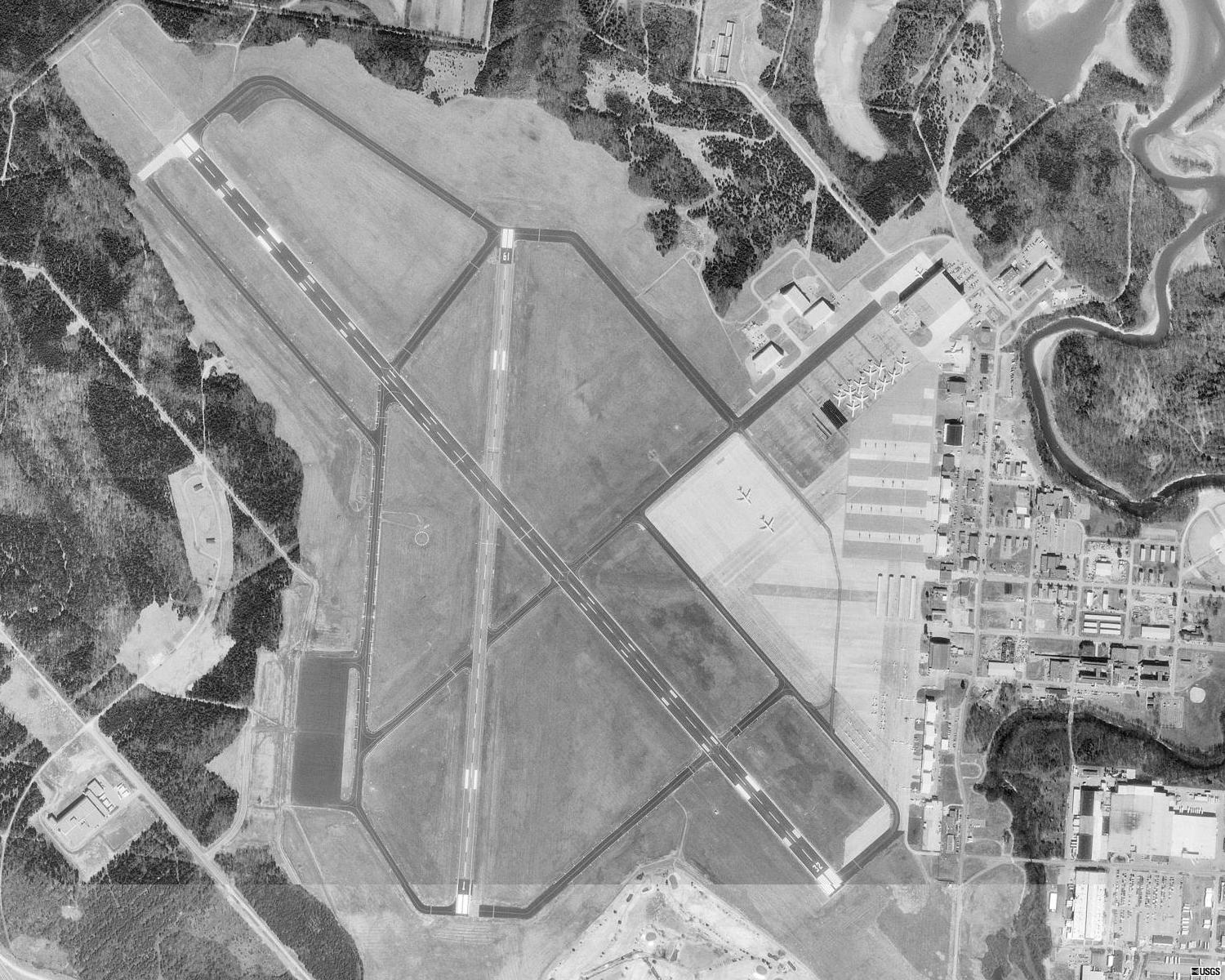
Aéroport de Smyrna en 1999

Un aéroport est situé au nord de la ville, anciennement Smyrna Army Airfield, devenu par la suite Sewart Air Force Base (en), puis Smyrna/Rutherford County Airport.

## Source
- (en) Cet article est partiellement ou en totalité issu de l’article de Wikipédia en anglais intitulé « Smyrna, Tennessee » (voir la liste des auteurs).